# Dorfkirche Mühlen Eichsen

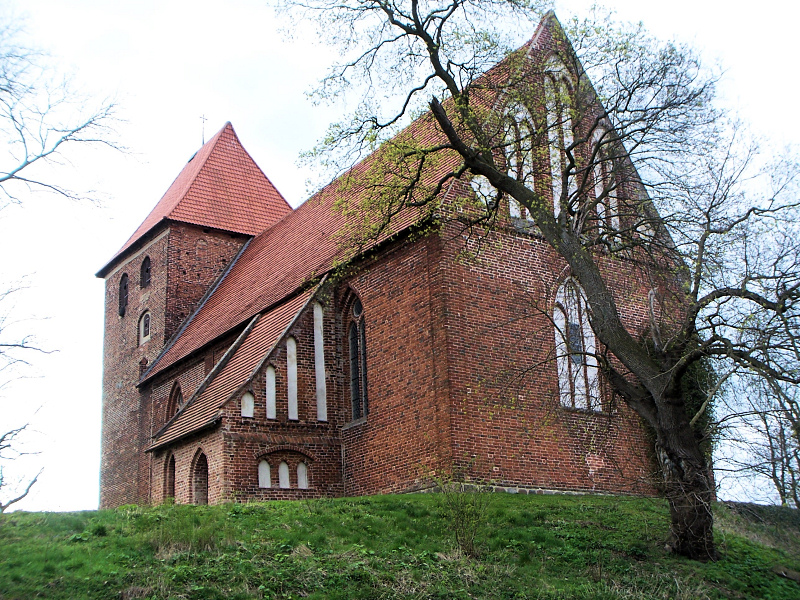
Dorfkirche in Mühlen Eichsen

Die Dorfkirche Mühlen Eichsen ist ein evangelisch-lutherisches Kirchengebäude in Mühlen Eichsen, einer Gemeinde im Landkreis Nordwestmecklenburg (Mecklenburg-Vorpommern). Sie gehört zur Kirchengemeinde Vietlübbe, Mühlen Eichsen, Groß Eichsen in der Propstei Wismar des Evangelisch-Lutherischen Kirchenkreises Mecklenburg der Evangelisch-Lutherischen Kirche in Norddeutschland. 

## Geschichte und Architektur
Die schlichte backsteingotische Kirche des 14. Jahrhunderts steht auf einem steil ansteigenden Hügel über der Stepenitz und der ehemaligen Wassermühle. Sie besteht aus einem Kirchenschiff mit geradem Ostabschluss. Der spätgotische, wuchtige, quadratischen Westturm mit einem Walmdach öffnet sich im Inneren in ganzer Höhe zum Kirchenschiff. Der Anbau an der Südseite erfolgte später.  

## Ausstattung

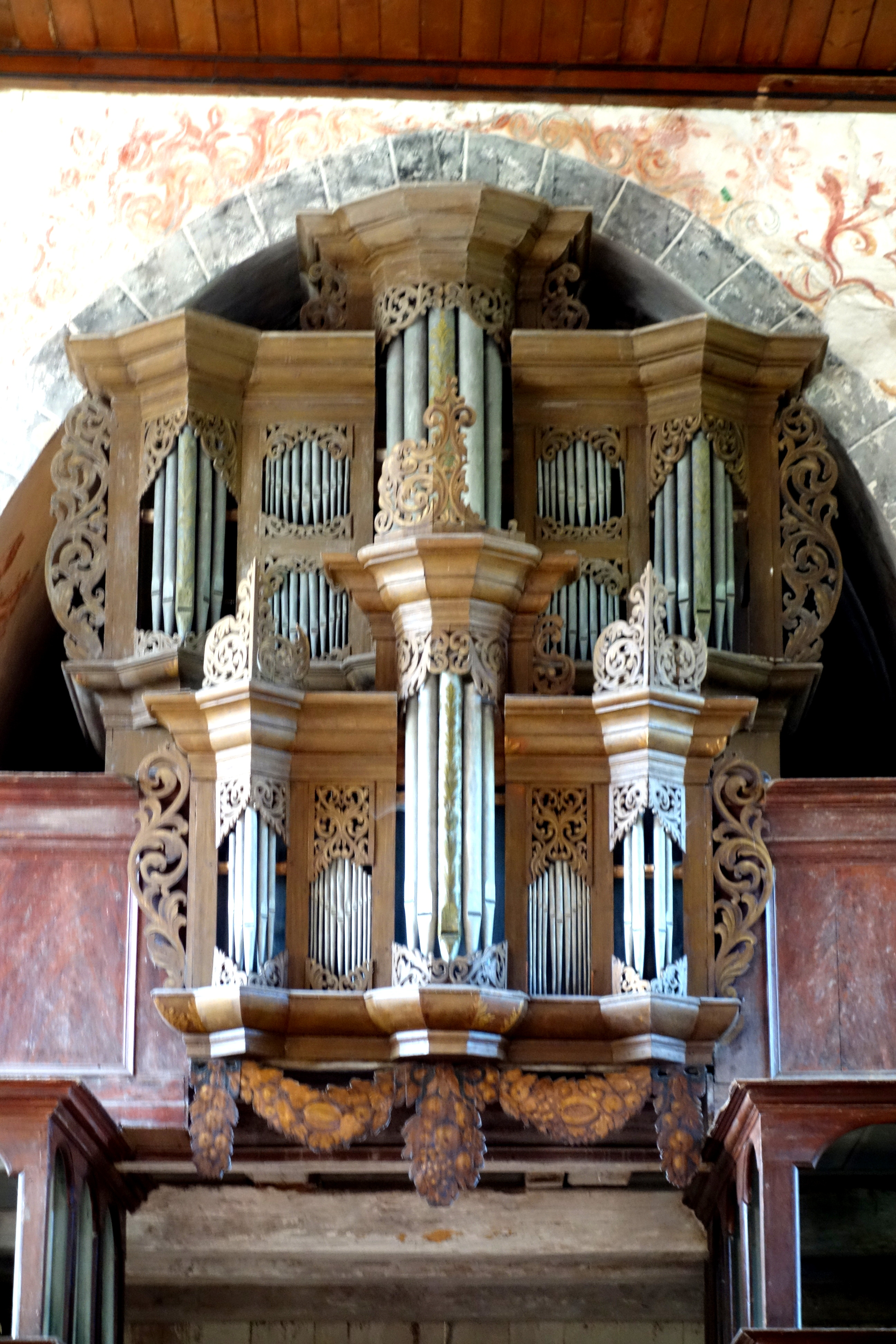
Barocker Orgelprospekt

Die Kanzel stammt von 1680 und der Altaraufsatz mit fünf Gemälden (Abendmahl, Kreuzigungsgang, Himmelfahrt, Bergpredigt und Gesetzgebung) von 1698 und die Altarschranken von 1691. Die Kalksteintaufe in Kelchform ist aus dem 13. Jahrhundert, das Chorgestühl aus Eiche vom Anfang des 16. Jahrhunderts.
Mehrere Grabsteine in der Südhalle stammen aus dem 17. Jahrhundert. 
Der Orgelprospekt mit Rückpositiv von 1671 geht auf David Georg Briegel aus Lübeck, Sohn von Michael Beriegel, und Orgelbauer Sager zurück. Er wurde 1723 aus der Johanniter-Kirche Groß Eichsen von Hans Hantelmann hierher umgesetzt, der dahinter eine neue Orgel schuf. Das heutige Innenwerk stammt von Carl Börger aus dem Jahr 1884. Das Instrument verfügt über elf Register, die auf zwei Manuale und Pedal verteilt sind.

## Gemeinde
Zur Kirchengemeinde Vietlübbe, Mühlen Eichsen, Groß Eichsen gehören weiter die Dorfkirche Vietlübbe und die Johanniter-Kirche Groß Eichsen.